# Senica (distrito)
O Distrito de Senica (eslovaco: Okres Senica) é uma unidade administrativa da Eslováquia, situado na Trnava (região), com 60.891 habitantes (em 2001) e uma superficie de 684 km². Sua capital é a cidade de Senica.

## Demografia
| Ano:        | 1994   | 2004   | 2014   | 2024   |
| ----------- | ------ | ------ | ------ | ------ |
| Broj ljudi: | 60 540 | 60 843 | 60 725 | 58 776 |
| Razlika:    |        | +0,50% | -0,19% | -3,20% |

| Ano:               | 2023   | 2024   |
| ------------------ | ------ | ------ |
| Número de pessoas: | 58 980 | 58 776 |
| Diferença:         |        | -0,34% |

## Cidades
- Senica (capital)
- Šaštín-Stráže

## Municipios
| - Bílkove Humence - Borský Mikuláš - Borský Svätý Jur - Cerová - Čáry - Častkov - Dojč - Hlboké | - Hradište pod Vrátnom - Jablonica - Koválov - Kuklov - Kúty - Lakšárska Nová Ves - Moravský Svätý Ján | - Osuské - Plavecký Peter - Podbranč - Prietrž - Prievaly - Rohov - Rovensko | - Rybky - Sekule - Smolinské - Smrdáky - Sobotište - Šajdíkove Humence - Štefanov |